# Rhinesomus
Rhinesomus is een geslacht van straalvinnige vissen uit de familie van de koffervissen (Ostraciidae). De wetenschappelijke naam werd, als naam voor een ondergeslacht van Tetrosomus, in 1839 gepubliceerd door William Swainson. Door sommige auteurs wordt deze naam beschouwd als een synoniem van Lactophrys Swainson, 1839, en de enige soort in dat geslacht geplaatst.

## Soorten
- Rhinesomus triqueter (Linnaeus, 1758)
- Rhinesomus bicaudalis (Linnaeus, 1758) = Lactophrys bicaudalis
- Rhinesomus concatenatus (Bloch, 1785) = Tetrosomus concatenatus
- Rhinesomus gibbosus (Linnaeus, 1758) = Tetrosomus gibbosus
- Rhinesomus reipublicae (Ogilby, 1913), nom. nud.) = Tetrosomus reipublicae (Whitley, 1930)